# Jasmin Ljajić
Шаблон:Infobox sportista
Jasmin Ljajić (rođen 30. septembra 1991. u Novom Pazaru) je bivši srpski atletičar, specijalizovan za srednje i duge pruge. Bio je član atletske reprezentacije Srbije, višestruki prvak države i osvajač medalja na prvenstvima Balkana.  

## Sportska karijera

### Prvenstvo Srbije 2013 (Užice)
Na Prvenstvu Srbije u atletici, održanom 25. maja 2013. u Užicu, osvojio je titulu prvaka Srbije u disciplini 10 000 metara s vremenom 30:12, čime je ispunio normu za nastup na Evropskom prvenstvu za mlađe seniore (U23) u Tampereu.

### Balkansko prvenstvo 2013 (Stara Zagora)
Na Seniorskom prvenstvu Balkana u atletici, održanom 1. avgusta 2013. u bugarskoj Staroj Zagori, osvojio je zlatnu medalju u trci na 3000 m s vremenom 8:12,36, što je bilo 14 sekundi brže od njegovog prethodnog ličnog rekorda.

### Međunarodni nastupi
Nastupao je na brojnim međunarodnim mitinzima i prvenstvima Balkana, a 2013. godine se kvalifikovao za Evropsko prvenstvo za mlađe seniore (U23) u Tampereu.

## Nagrade i priznanja
- Najbolji sportista Novog Pazara za 2014. godinu.[4]

## Lični rekordi
- 1500 m — 3:47,79 (2014)[5]
- 3000 m — 8:12,36 (2013)[6]
- 10 000 m — 30:12 (2013)[7]